# 雷諾三世 (勃艮第)
雷諾三世（法語：Renaud III de Bourgogne，約1090年—1148年），勃艮第伯爵，艾蒂安一世的長子，1102年至1148年在位。

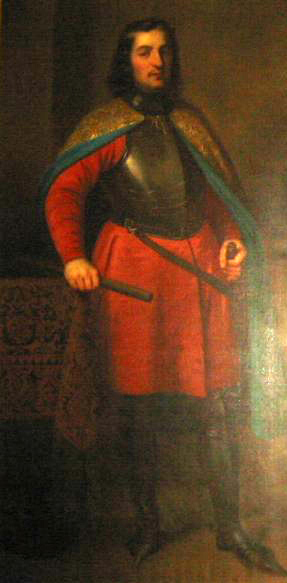

1130年左右，雷諾三世與洛林的阿加莎結婚，兩人的女兒是貝亞特麗絲一世，神聖羅馬皇后。